# Charles Malik
Charles Habib Malik (en árabe: شارل مالك‎; Btourram, 1906-Beirut, 28 de diciembre de 1987) fue un académico, diplomático y filósofo libanés.
Se desempeñó como embajador de Estados Unidos y representante permanente del Líbano ante las Naciones Unidas, como presidente de la Comisión de Derechos Humanos y la Asamblea General de las Naciones Unidas, como ministro de Educación y Artes, y de Asuntos Exteriores y Emigración del Líbano, y como teólogo. Fue responsable de la redacción y adopción de la Declaración Universal de Derechos Humanos en 1948. Era cristiano ortodoxo griego.

## Biografía

### Primeros años y carrera académica
Estudió en la Universidad Americana de Beirut, donde se graduó con una licenciatura en matemáticas y física. Se trasladó a El Cairo en 1929, donde desarrolló un interés por la filosofía, que procedió a estudiar en la Universidad de Harvard (Estados Unidos) y en Friburgo (Alemania) con Martin Heidegger en 1932. En 1937 recibió su doctorado en Harvard. Después de regresar al Líbano, fundó el Departamento de Filosofía de la Universidad Americana de Beirut, así como un programa de estudios culturales. Permaneció allí hasta 1945, cuando fue nombrado representante del Líbano ante las Naciones Unidas.

### Carrera diplomática
Representó a su país en la conferencia de San Francisco. Se desempeñó como relator de la Comisión de Derechos Humanos de las Naciones Unidas en 1947 y 1948, cuando se convirtió en presidente del Consejo Económico y Social. Ese mismo año, ayudó a redactar la Declaración Universal de los Derechos Humanos junto a la presidenta de la Comisión de Derechos Humanos y delegada de los Estados Unidos, Eleanor Roosevelt. Sucedió a Roosevelt como presidente de la Comisión de Derechos Humanos. Regresó a la organización en 1958 para presidir el decimotercer período de sesiones de la Asamblea General.
Fue presidente del Consejo de Seguridad de las Naciones Unidas durante los meses de febrero de 1953, y enero y diciembre de 1954.
Fue embajador ante los Estados Unidos entre 1953 y 1955.

### Carrera política
Fue ministro de Educación Nacional y Bellas Artes en 1956 y 1957, y ministro de Asuntos Exteriores de 1956 a 1958. Mientras era ministro, fue elegido miembro del Parlamento del Líbano en 1957, ocupando una banca por tres años en representación del distrito Koura de la Gobernación de Líbano Norte.
Tras el estallido de la Guerra Civil Libanesa en 1975, ayudó a fundar el Frente por la Libertad y el Hombre en el Líbano, que él mismo nombró, para defender la causa cristiana. Posteriormente pasó a llamarse Frente Libanés.
Falleció en Beirut en 1987.

## Publicaciones
Entre sus publicaciones, se encuentran:
- The Challenge of Human Rights (1949)
- War and Peace (1949)
- The Challenge of Communism (1950)
- The Problem of Asia(1951)
- The Legacy of Imperialism (1960)
- Christ and Crisis (1962)
- Man in the Struggle for Peace (1963)
- God and Man in Contemporary Christian Thought (1970)
- The Wonder of Being (1974)
- A Christian Critique of the University (1982)